# 竜王公園
竜王公園（りゅうおうこうえん）は、広島県広島市西区竜王町にある総合公園。

## 概要
広島市街が一望できる高台に斜面を利用して作られた公園。公園所在地は1971年（昭和46年）から1976年（昭和51年）までの間、広島市内で発生した廃棄物の埋立地であったが、その跡地を整備し作られたのが竜王公園である。広島市街を一望できる場所に位置しているため、広島市街の眺めを体感できる公園でもある。

## 公園内の施設
- 管理センター[4]
- 多目的広場
- テニスコート
- ファミリー広場
- エスキーテニス場
- 時計塔広場
- ソフトボール場
- シンボル広場
- 野球場

## アクセス
バス
- JR西日本山陽本線・広島電鉄 西広島駅前:ボン・バス大迫団地線「大迫団地」バス停より徒歩12分。
- JR西日本広島駅前:広島バス22号線「三滝観音」バス停より徒歩20分。

鉄道
- JR西日本可部線 三滝駅より徒歩26分。